# Fehérarcú sátánmajom
A  fehérarcú sátánmajom (Pithecia pithecia) az emlősök (Mammalia) osztályának a főemlősök (Primates) rendjéhez, ezen belül a sátánmajomfélék (Pitheciidae) családjához és a sátánmajomformák (Pitheciinae) alcsaládjához tartozó faj.

## Előfordulása
A fehérarcú sátánmajom Dél-Amerikában él, Venezuelában, Brazíliában, Francia Guyanában, Guyanában és Suriname-ban.

## Testi felépítése
Kis méretű majom, hosszú farokkal.  Testét durva szőr fedi, mely fekete, szürke, vagy vörösesbarna.  Az arcát fehér szőr fedi, és a fején csuklyaszerű bozont van.  Arca többnyire fehéres árnyalatú, ezért fehér arcúnak is hívják.
Teste alkalmazkodott a fán történő életvitelhez, erős hátsó lába alkalmassá teszi nagy ugrásokra.
30 – 50 cm hosszú, hosszú farokkal, súlya max. 2 kg.

## Tulajdonságai
Nappal aktív állat.  Esőerdők lakója, fákon él, és csak kivételes esetekben jön le a fáról.  Igen jól mozog a fákon, és nagy távolságokat képes átugrani.  Ágak alkotta fészekben alszik összekuporodva.  Félénk, óvatos állat.

## Étrendje
Gyümölcsevő.  Étrendje 90%-a gyümölcs, kis mértékben leveleket, virágokat, és rovarokat is megeszik.
Speciális gyümölcsevő fajta, mert éretlen gyümölcsökre és magokra specializálódott, hasonlóan a Cacajao nemzetség tagjaihoz.

## Szaporodása
Szaporodása nem szezonális, egész évben bármikor megtörténhet.  150–180 napos vemhesség után a nőstény világra hoz egy majomgyermeket.  Az újszülött elválasztása 4 hónap után történik, és 3 év után lesz érett felnőtt.  Várható élettartama 30 év.

## Külső hivatkozások
- http://mek.oszk.hu/03400/03408/html/98.html
- Képek az interneten a fajról